# 圣沙布赖
圣沙布赖（法語：Saint-Chabrais，法語發音：[sɛ̃ ʃabʁɛ]）是法国克勒兹省的一个市镇，属于欧比松区。

## 地理
圣沙布赖（46°7'56"N, 2°12'16"E）面积24.94 平方千米，位于法国新阿基坦大区克勒兹省，该省份为法国中部省份，位于法國中央高原西北部，北起安德尔省和谢尔省，西接维埃纳省，南至科雷兹省，东临多姆山省，东北与阿列省接壤。
与圣沙布赖接壤的市镇（或旧市镇、城区）包括：谢内拉耶、古宗、伊苏丹莱特里耶、佩拉拉诺尼耶尔、皮埃尔菲特、圣迪济耶拉图尔、圣于连勒沙泰勒。

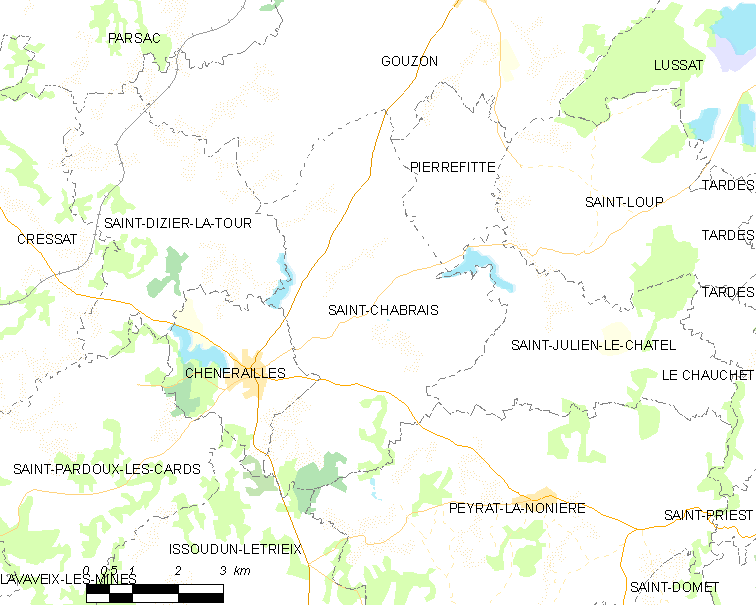
圣沙布赖的OSM定位图

圣沙布赖的时区为UTC+01:00、UTC+02:00（夏令时）。

## 行政
圣沙布赖的邮政编码为23130，INSEE市镇编码为23185。

## 政治
圣沙布赖所属的省级选区为古宗县。

## 人口

1962-2008年间圣沙布赖人口变化图示

圣沙布赖于2022年1月1日时的人口数量为317人。